# Пулшниц
Пулшниц (на немски: Pulsnitz; на горнолужишки: Połčnica) е град в Германия, разположен в окръг Бауцен, провинция Саксония. Към 31 декември 2011 година населението на града е 7663 души.